# Xenothrix mcgregori
La scimmia giamaicana (Xenothrix mcgregori Williams & Koopman, 1959) è una specie estinta di primate platirrino, della famiglia dei Pitecidi.
La specie venne scoperta nel 1919 da Harold Anthony, in Giamaica: lo studioso notò dei resti di animali non introdotti dall'uomo, ritrovati in strati molto più profondi rispetto a quelli dov'erano stati trovati resti umani.

La specie, tuttavia, venne descritta scientificamente solo nel 1952, quando gli allora laureandi Ernest Williams e Karl Koopman studiarono un femore ed un frammento di mandibola ritrovati in un cassetto dell'American Museum of Natural History.

I due notarono che le ossa erano chiaramente appartenenti ad una scimmia del Nuovo Mondo, tuttavia non riuscivano a definirne chiaramente lo status, in quanto le ossa mostravano parziali analogie con tutte le famiglie di platirrine.

La mandibola presentava una formula dentaria di 2:1:3:2, tipica delle platirrine (ad eccezione delle Callitrichinae): la mancanza dei denti del giudizio, tuttavia, poteva portare a pensare ad un'affinità proprio con queste ultime, smentita tuttavia dalle dimensioni molto maggiori che la scimmia giamaicana raggiungeva. In conclusione, Williams e Koopman pensarono ad una parentela coi generi Callicebus ed Aotus, rimanendo tuttavia cauti nella decisione a causa dell'esiguità di materiale analizzabile.
Altri resti di questi animali (un femore, una tibia ed un coccige) furono analizzati dagli studiosi McPhee e Fleagle, i quali dedussero che l'animale era perlopiù un placido e lento scalatore di alberi piuttosto diverso nell'aspetto ai suoi parenti attuali: in più, fu notata una somiglianza del femore della scimmia giamaicana col medesimo osso del cercoletto. I due studiosi decisero infine di ascrivere l'animale alla famiglia Xenotrichidae, proposta da Hershkovitz, fino a quando ulteriori analisi avessero confermato la correttezza di tale decisione.
Negli anni '90 del XX secolo, furono trovati numerosi altri resti di scimmia giamaicana, fra cui numerosi frammenti di ossa facciali, in base ai quali McPhee ed Horovitz diedero man forte all'ipotesi che tutte le scimmie delle Grandi Antille facevano parte di un proprio gruppo monofiletico imparentato coi Callicebinae.

Tale ipotesi, tuttavia, fu rigettata da Rosenberger, il quale propugnava invece una maggiore parentela della scimmia giamaicana con le scimmie notturne del genere Aotus, basandosi sulla dimensione delle orbite oculari. McPhee ed Horovitz, allora, utilizzarono il criterio della massima parsimonia, associato alle analisi del DNA mitocondriale, per verificare l'attendibilità di questa supposizione. I due studiosi, in questo modo, scoprirono che c'era sì una parentela fra i due generi, ma la corretta classificazione della scimmia giamaicana era nella tribù degli Xenotrichini, legata alla tribù Callicebini.